# 全国橄榄球联合会
全国橄榄球联合会（英語：National Football Conference，简称国联或）是美国最高级别的美式橄榄球职业联赛——全国橄榄球联盟（NFL）的两个联合会之一。国联及其对应的美国橄榄球联合会（美联）各包含16支球队，分为4个分区。这两个联合会都是在1970年与竞争对手美国橄榄球联盟（NFL）合并时成立的，前的全部10支球队和3支球队组成了美联，而其余13支球队组建为国联。合并后，联盟进行了一系列扩军和分区调整，每个联合会各有16支球队。
旧金山49人队是国联的卫冕冠军，他们在2023赛季的国联决赛中击败了底特律雄狮队，第八次夺得国联冠军。

## 歷史
國家美式足球聯會與美國美式足球聯會（AFC，美聯）在1970年創立。國聯在那年有13支球隊，在合併之前皆屬於NFL之下。不久，原AFL的球隊和NFL的克里夫兰布朗、匹茲堡鋼人和之後的巴爾的摩烏鴉加入了美國美式足球聯會。
在合併之時國聯有五種劃分球隊分區的方法。最終計劃是從玻璃球中抽出。在以下這些計劃裡，計畫三中選。
- 計劃一 
  - 東區- 紐約巨人、華盛頓、費城、亞特蘭大、明尼蘇達
  - 中區- 芝加哥、綠灣、底特律、新奧爾良
  - 西區- 舊金山四十九人、洛杉磯、 達拉斯、聖路易斯
- 計劃二
  - 東區- 紐約巨人、華盛頓、費城、明尼蘇達
  - 中區- 達拉斯、聖路易、新奧爾良、亞特蘭大
  - 西區- 舊金山、洛杉磯、芝加哥、綠灣、底特律
- 計劃三
  - 東區- 達拉斯、紐約巨人、費城、聖路易、華盛頓
  - 中區- 芝加哥、底特律、綠灣、明尼蘇達
  - 西區- 亞特蘭大、洛杉磯、新奧爾良、舊金山
- 計劃四
  - 東區- 紐約巨人、華盛頓、費城、聖路易、明尼蘇達
  - 中區- 芝加哥、綠灣、底特律、亞特蘭大
  - 西區- 舊金山、洛杉磯、達拉斯、新奧爾良
- 計劃五 
  - 東區- 紐約巨人、華盛頓、費城、底特律、明尼蘇達
  - 中區- 芝加哥、綠灣、達拉斯、聖路易
  - 西區- 舊金山、洛杉磯、亞特蘭大、新奧爾良

合併之後，三個擴充球隊陸續加入了國聯，達到現在的16隊規模。當西雅圖海鷹和坦帕灣海盜於1976年加入NFL時，他們暫時在轉換聯會前分別分在國聯跟美聯裡一季。海鷹因2002年編制轉回國聯。卡羅來那黑豹在1995年加入國聯。

## 賽季結構
這16支隊伍被組織為4個分區（北、南、東、西），每個分區各有四隊。賽季中除與其他10支球隊比賽外，每支隊伍與分區內隊伍交手兩次（主場和客場）。十場比賽中的兩場是依據上一季的紀錄，剩餘的八場比賽分給另外的兩個NFL分區。賽程每年都會轉換。例如，在2006年例行賽中，每一支國家美式足球聯會東區隊伍各自與美國美式足球聯會南區和國家美式足球聯會南區每一隊比賽。在這種分區比賽制度之下，包含常見對手以及額外的兩場依照前一季戰績所安排的比賽。
例行賽結束後，一系列的季後賽展開，由前六名的NFC隊伍開始，包括了四個分區冠軍（依據分區戰績）以及兩個戰績最佳的額外球隊（外卡）。國聯季後賽在NFC冠軍賽兩隊競爭喬治·哈拉斯盃達到高潮。勝者將在超級盃內與美聯冠軍交手。

## 外部連結
- NFL-Teams（页面存档备份，存于）（英文）